# 彭維新
彭维新（1679年—1769年），字肇周，号石原，又号馀山。清朝政治人物，湖南茶陵县人。官至协办大学士。

## 生平
康熙四十五年（1706年）丙戌科进士，选庶吉士，散馆授翰林院编修，累迁赞善、谕德，出督山东、浙江学政，迁少詹事，出为直隶、河南按察使，改浙江布政使，调礼部、刑部、吏部右侍郎，充经筵讲官。累升署刑部尚书、户部尚书，协办大学士。仕途坎坷，几次被革职。回乡后，优游林下多年。乾隆三十四年（1769年）卒。
有《墨香阁诗文集》十三卷。